# J. Rettenmaier & Söhne
Koordinaten: 49° 0′ 48,8″ N, 10° 3′ 44,3″ O

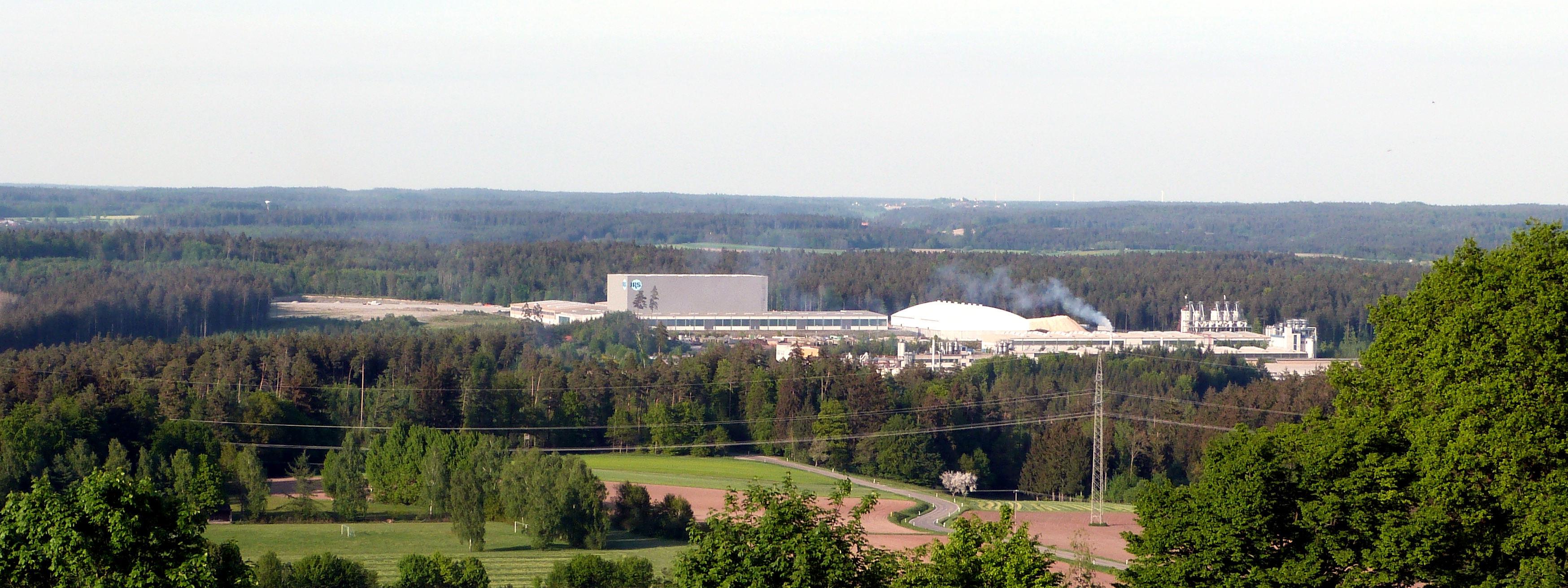
Teil des Werks Rosenberg-Holzmühle

J. Rettenmaier & Söhne (JRS) ist ein deutscher Faserstoffhersteller mit Sitz in Rosenberg, Baden-Württemberg.

## Geschichte
Das Unternehmen wurde 1878 durch den Erwerb einer Öl- und Getreidemühle in Rosenberg von Jakob Rettenmaier (1854–1927) gegründet. Im Jahr 1938 wurde mit der industriellen Produktion von Holzfasern begonnen und 1949 kam das erste Zweigwerk in Heilbronn hinzu. Nach der Umfirmierung zur „J. Rettenmaier & Söhne OHG“ im Jahr 1953 wurde drei Jahre später mit der Herstellung von Cellulosepulver begonnen. Es wurden neue Produkte entwickelt oder bestehende verbessert, so konnte das Unternehmen beispielsweise seit 1977 Faserstoffe aus Cellulose als Alternative zu Asbest anbieten. Das Unternehmen feierte im Jahr 2018 sein 140-jähriges Jubiläum, ist als „J. Rettenmaier & Söhne GmbH und Co. KG“ in mehreren Ländern tätig und beschäftigt mehr als 3500 Mitarbeiter.

## Standorte
Zum Unternehmen gehören folgende Werke:
Deutschland:

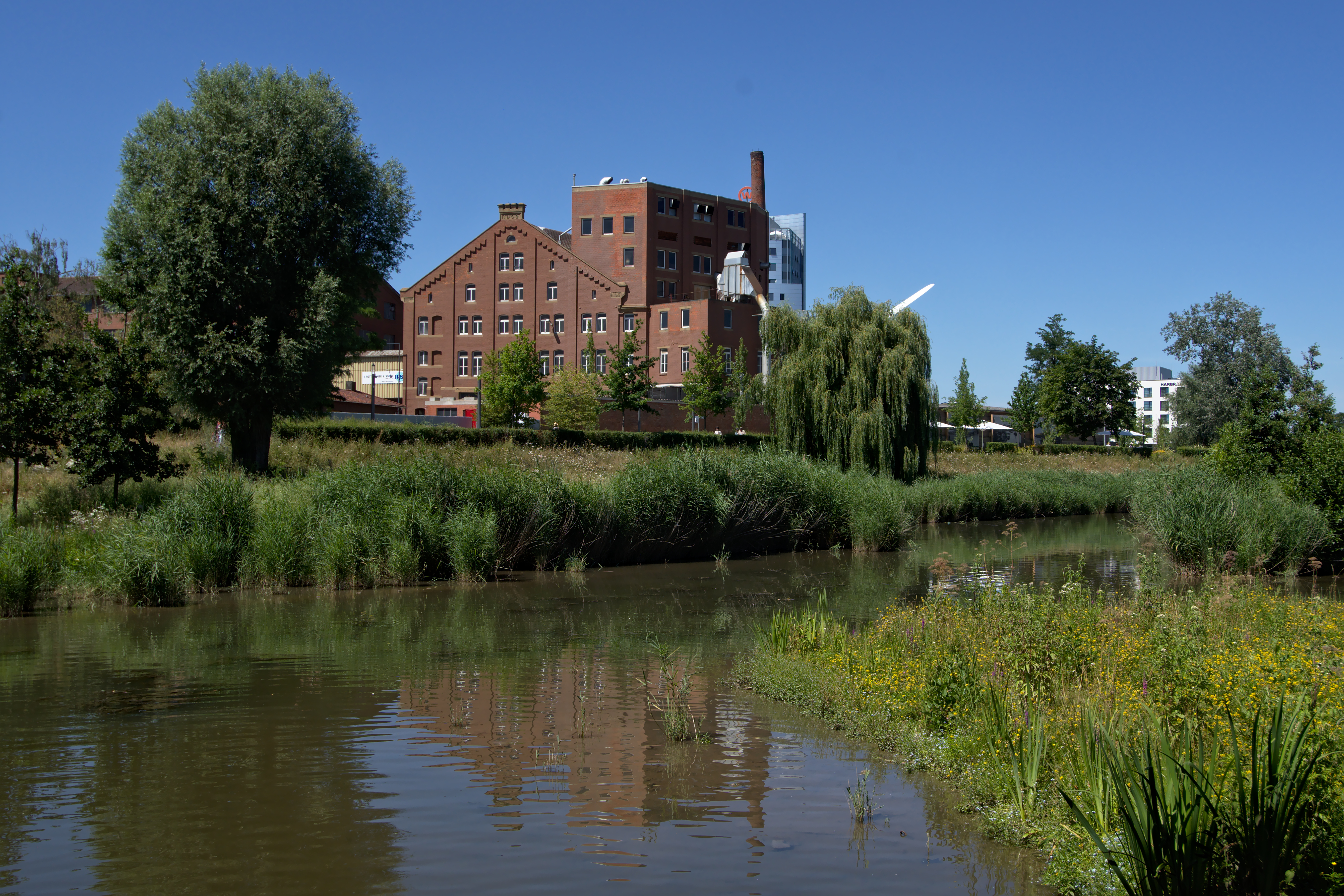
JRS-Werk Heilbronn

- Rosenberg (JRS Firmenzentrale Holzmühle)
- Ettenheim (JRS Holzenergie HEW GmbH & Co. KG)
- Herbrechtingen (JRS Holzenergie HEW GmbH & Co. KG)
- Heilbronn (J. Rettenmaier & Söhne GmbH + Co KG)
- Stuhr (Werk West, stellt Räuchermehl her)
- Calenberg (JRS Prozesstechnik GmbH & Co KG)
- Lodenau (CTL Celltechnik Lodenau GmbH & Co KG)
- Weißenborn/Erzgeb. (Microcellulose Weißenborn GmbH & Co KG)
- Pirna (CHP Carbohydrate Pirna GmbH & Co.KG)
- Bredenbek (Hahn GmbH & Co. KG)

Russland:
- Balachna (OOO „Rettenmaier RUS Produktion“)

Finnland:
- Nastola (JRS Pharma OY)

Frankreich:
- La Roche-en-Brenil (JRS Fiber Brenil SAS)
- La Forest-Landerneau (JRS Marine Products Landerneau SAS)

USA:
- Schoolcraft (J. Rettenmaier USA LP - Michigan)
- Portage (J. Rettenmaier USA LP Portage Fiber Plant - Michigan)
- Cedar Rapids (JRS Pharma LP - Iowa)

Mexiko:
- Zacapu, Michoacán (Derivados Macroquimicos S.A. De C.V.)

Indien:
- Ahmedabad (JRS Pharma & Gujarat Microwax Private Limited)

China:
- Changzhou (Rettenmaier Natural Fiber Manufacturing (Changzhou) Co Ltd)

Vereinigtes Königreich:
- Mansfield (Rettenmaier UK Manufacturing Ltd)

## Veröffentlichungen (Auswahl)
- Entwicklung von organischen Filterhilfsmitteln mit verringerter Kompressibilität : Abschlussbericht zum Förderprojekt der Fachagentur Nachwachsende Rohstoffe e.V. Rosenberg 2008, doi:10.2314/gbv:602094402.
- Hans-Georg Brendle: Chemische Prozesse: Verfahren zur Gewinnung von Lignin, Cellulose und Hemicellulose mit Hilfe neuartiger, ionischer Flüssigkeiten Abschlussbericht zum KMU-innovativ-Verbundvorhaben. J. Rettenmaier & Söhne & Co. KG, Rosenberg 2014, OCLC 931712586.